# Robert Bauder
Robert Bauder (Biel, 11 januari 1916 - Bern, 16 april 1991), was een Zwitsers politicus.
Robert Bauder studeerde aan de Universiteit van Bern en promoveerde in 1942. Nadien was hij redacteur van het Bieler Tagblatt en het Journal du Jura.
Robert Bauder was politiek actief voor de Vrijzinnig Democratische Partij (FDP). Van 1946 tot 1948 was hij lid van de gemeenteraad (Stadtrat) te Biel en van 1946 tot 1954 was hij lid van de Grote Raad (kantonsparlement) van het kanton Bern. Van 1949 tot 1954 was hij wethouder (Gemeinderat) van Biel.
Robert Bauder was van 1946 tot 1954 secretaris-generaal van de federale FDP. In 1954 werd hij in de Nationale Raad (tweede kamer Bondsvergadering) (tot 1955) gekozen en werd hij tevens lid van Regeringsraad van het kanton Bern. Hij beheerde tot zijn terugtreden in 9180 het departement van Politie en vanaf 1969 tevens het departement van Militaire Zaken. Hij was 1 juni 1956 tot 31 mei 1957, van 1 juni 1967 tot 31 mei 1968 en van 1 juni 1975 tot 31 mei 1976 voorzitter van de Regeringsraad (dat wil zeggen regeringsleider) van het kanton Bern. Daarnaast zat hij de Juradirectie voor.
Robert Bauder overleed op 75-jarige leeftijd, op 16 april 1991 in Bern.